# Gender Revolution
Gender Revolution: A Journey with Katie Couric (titulada La Revolución del Género en Hispanoamérica y España) es un documental de 2017 sobre identidad de género,producido por la periodista estadounidense Katie Couric junto a National Geographic y la productora World of Wonder.
Se estrenó en la cadena estadounidense National Geographic el 6 de febrero de 2017.El estreno de la película sucedió al número especial del mismo nombre de la revista National Geographic de enero de 2017, que también se centró en el mismo tema.

## Trama
El documental comienza con Katie Couric declarando que se inspiró en Mary Richards, el protagonista de The Mary Tyler Moore Show, para convertirse en periodista televisiva. Luego se reúne en Nueva York con el artista visual Sam Killermann. Posteriormente, entrevista a una persona con hiperplasia suprarrenal congénita.
Couric dice que el psicólogo y sexólogo neozelandés John Money teorizó que "la crianza puede reemplazar a la naturaleza". Luego, conoce a una familia cuya hija está tomando bloqueadores de pubertad. La familia explica los efectos de la terapia hormonal de afirmación de género y hablan sobre el suicidio entre aquelos niños trans que no pueden recibir atención que afirme su género.
Couric viaja a San Francisco para reunirse con la cirujana Marci Bowers y sus pacientes. Bowers plantea que está "reafirmando" el género en lugar de "asignarlo".
Posteriormente, Couric entrevista a personas trans jóvenes y mayores, planteando que "muchas personas transgénero son pobres, están desempleadas y, a menudo, son foco de violencia". La activista Sabel Samone-Loreca hace eco de este punto de vista, mientras la activista Michaela Mendelsohn busca brindar oportunidades económicas a personas trans en Los Ángeles. Mendelsohn comenta que muchas mujeres trans tienen baja autoestima.
Couric analiza el 2° Proyecto de Ley de la Cámara de Representantes de Carolina del Norte (HB2, North Carolina House Bill 2), que se aprobó un año antes de la producción del documental, en 2016. Se muestran clips del ministro protestante William Barber II y la abogada Loretta Lynch dando discursos a favor de los derechos trans.
Couric entrevista al activista Gavin Grimm en Virginia. Posteriormente, entrevista a la filósofa y decana de Yale Tamar Gendler.
El documental señala que los fa'afafine en Samoa no son binarios, mientras en México, las muxe se declaran femeninas y no binarias. Al finalizar el film, Couric entrevista a la tenista Renée Richards y muestran una fotografía de Richards junto a Caitlyn Jenner en los años 80.